# Мор Перцел
Мор Перцел (на унгарски: Perczel Mór) е унгарски военачалник по време на Унгарската революция от 1848 – 1849 година, известен с бруталните си действия срещу въстаналите сърби във Войводина.

## Биография
На младини Перцел е кадет в артилерийско училище. Завършва право. Отрано проявява радикални политически възгледи – през 1830 година е съден за агитация в полза на полските въстаници, но е оневинен. Предпочита политическата кариера пред военната. До 1843 година е в парламента на родната си област Толна, след това е избиран на два пъти в националния парламент, където се изявява като привърженик на радикални преобразувания в Хабсбургската монархия.
След избирателната реформа и съставянето на първото унгарско правителство, отговорно пред парламента, през април 1848 година Перцел работи в министерството на вътрешните работи. За кратко е началник на полицията, но напуска, недоволен от политиката на помирение с Хабсбургите, водена от министър-председателя Лайош Батяни.
През септември Перцел участва в отразяването на хърватското нашествие в Унгария. Набраният и командван от него доброволчески отряд пленява край Озора, източно от Балатон, корпуса на хърватските генерали Рот и Филипович. За тази победа Перцел получава генералско звание. Когато хърватите нападат отново заедно с австрийците, Перцел се опитва да ги спре, но е разгромен в неравната битка при Мор в края на декември. След тази битка австрийците влизат в столицата Пеща, а унгарското правителство се премества на изток – в Дебрецен. Перцел остава на десния бряг на Дунав и организира партизанска война в Толна.
През март 1849 година, с началото на общата контраофанзива за отвоюване на Пеща, Перцел е изпратен с войска срещу сръбските въстаници в Банат и Бачка. В следващите месеци печели победи при Хоргош, Сомбор и Сентомаш, разкъсва обсадата на Петервардайн и превзема Панчево, но в началото на юни е разбит от хърватския бан Йосип Йелачич недалеч от Нови Сад. За това поражение военният министър Артур Гьоргей – негов политически противник – го лишава от командването, но Перцел продължава да воюва като редови войник. Участва в сраженията с руснаци и австрийци до капитулацията на Гьоргей при Вилагош, след която бяга в Османската империя.
Осъден задочно на смърт от австрийските власти, след двугодишен престой във Видин и Шумен Перцел заминава за Великобритания през 1851 година. По-късно (през 1862 година) се установява в Брюксел. Завръща се в родината след конституционния компромис и амнистията от 1867 година. Включва се в политическия живот като съюзник на Ференц Деак и е депутат в унгарския парламент от 1867 до 1870 година.